# Протопопівка (зупинний пункт)
Протопóпівка — пасажирський залізничний зупинний пункт Знам'янської дирекції Одеської залізниці на лінії Знам'янка — Користівка між зупинним пунктом Аліївка (3 км) та станцією Користівка (6 км). Розташована неподалік села Протопопівка Олександрійського району Кіровоградської області.

## Пасажирське сполучення
На платформі Протопопівка зупиняються приміські поїзди.
| № поїзду | Маршрут слідування                      | Курсування |
| -------- | --------------------------------------- | ---------- |
| 6330     | Знам'янка-Пас. — Олександрія            | Щоденно    |
| 6331     | Олександрія — Помічна                   | Щоденно    |
| 6002     | Знам'янка-Пасажирська — П'ятихатки-Пас. | Щоденно    |
| 6663     | Кременчук — Знам'янка-Пасажирська       | Щоденно    |
| 6664     | Знам'янка-Пасажирська — Кременчук       | Щоденно    |
| 6001     | П'ятихатки-Пас. — Знам'янка-Пасажирська | Щоденно    |
| 6334     | Помічна — Олександрія                   | Щоденно    |
| 6329     | Олександрія — Знам'янка-Пасажирська     | Щоденно    |